# Acmaeodera pletura
Acmaeodera pletura är en skalbaggsart som beskrevs av Barr 1972. Acmaeodera pletura ingår i släktet Acmaeodera och familjen praktbaggar. Inga underarter finns listade i Catalogue of Life.